# 康宁 (加利福尼亚州)
康宁（英語：Corning），是美国加利福尼亚州蒂黑马县下属的一座城市。建市于1907年8月6日，面积大约为3.55平方英里（9.2平方公里）。根据2010年美国人口普查，该市有人口7,663人。